# Yokenella
Genre
Synonymes
- Koserella Hickman-Brenner et al. 1985

Yokenella est un genre de bacilles Gram négatifs (BGN) de la famille des Enterobacteriaceae. Son nom fait référence au « Yoken », abréviation qui désigne l'Institut Sanitaire National de Tokyo, où cette bactérie a été isolée pour la première fois
En 2022 c'est un genre monospécifique, l'unique espèce connue Yokenella regensburgei Kosako et al. 1985 étant également l'espèce type du genre.

## Taxonomie
Ce genre est créé en 1985 pour recevoir l'espèce Yokenella regensburgei isolée de prélèvements cliniques et d'insectes.
Jusqu'en 2016 il était rattaché par des critères phénotypiques à la famille des Enterobacteriaceae. Malgré la refonte de l'ordre des Enterobacterales par Adeolu et al. en 2016 à l'aide des techniques de phylogénétique moléculaire, Yokenella reste dans la famille des Enterobacteriaceae dont le périmètre redéfini compte néanmoins beaucoup moins de genres qu'auparavant.